# ريوتا مايدا
ريوتا مايدا (باليابانية: 前田 龍大) (مواليد 20 مايو 2002) هو لاعب كرة قدم ياباني.

## وصلات خارجية
- ريوتا مايدا على موقع رابطة كرة القدم اليابانية للمحترفين (اليابانية)
- ريوتا مايدا على موقع Soccerway.com (الإنجليزية)